# NGC 1544
NGC 1544 é uma galáxia espiral (S?) localizada na direcção da constelação de Cepheus. Possui uma declinação de +86° 13' 22" e uma ascensão recta de 5 horas, 02 minutos e 36,2 segundos.
A galáxia NGC 1544 foi descoberta em 1877 por Ernst Wilhelm Leberecht Tempel.